# NGC 4498
NGC 4498 é uma galáxia espiral barrada (SBc) localizada na direcção da constelação de Coma Berenices. Possui uma declinação de +16° 51' 10" e uma ascensão recta de 12 horas, 31 minutos e 39,5 segundos.
A galáxia NGC 4498 foi descoberta em 21 de Março de 1784 por William Herschel.